# Here Comes the Devil
Here Comes the Devil è un film del 2012 diretto da Adrián García Bogliano. 
La pellicola, di genere horror, è anche conosciuta come Ahí va el diablo.

## Trama
(Sol)
Una ragazza, dopo aver avuto un rapporto sessuale con la fidanzata, decide di andarsene dal suo appartamento, vergognandosi dell'atto fatto. Improvvisamente, qualcuno bussa violentemente alla porta. La padrona di casa va al piano inferiore a controllare ma viene aggredita da un uomo misterioso, che la prende a pugni in faccia e con un machete le taglia le dita di una mano. L’altra ragazza corre in suo aiuto e con un oggetto colpisce l’intruso alla testa. Questi dolorante e sanguinante fugge su di una collina, dove grugnendo si spoglia di ogni indumento e si accascia a terra.
Una famiglia formata da Felix e Sol e dai loro due figli Adolfo e Sara, decide di passare un pomeriggio insieme. I due bambini decidono di andare a visitare una collina da soli. Felix e Sol, per ingannare il tempo, hanno un rapporto sessuale e si addormentano accidentalmente. Al loro risveglio, scoprono che i figli non sono ancora tornati e l'uomo decide di andare a cercarli, senza trovarli. Decidono di chiamare la polizia, che sceglie di iniziare le indagini il giorno dopo. La scomparsa dei ragazzi causa un forte litigio tra Felix e Sol che si incolpano a vicenda. Il mattino successivo, la donna si ritrova un livido sull'addome. La polizia riesce a ritrovare Adolfo e Sara, facendo riappacificare i genitori, che decidono di essere più presenti nella vita dei ragazzi, andando al cinema e insegnandogli ad usare la macchina. 
Sol nota la comparsa di uno strano orologio nell'abitazione e scopre che le mestruazioni di Sara, incominciate il giorno della sua scomparsa, si sono misteriosamente interrotte. Madre e figlia si recano da una dottoressa che rivela alla donna che è tutto nella norma, tranne per il fatto che a Sara manca l'imene. Questo non significa nulla, perché molte donne lo rompono durante l'infanzia, ma c'è anche la possibilità che la ragazza sia stata violentata. Portando entrambi i figli dallo psicologo, riceve alcuni disegni fatti da loro, dove appaiono loro intrappolati in una caverna e un furgone che aspetta ai piedi della collina. Felix si dirige dal sergente Flores per ringraziarlo per aver trovato i figli, ma non lo trova. Scopre tuttavia che molta gente è scomparsa in quella collina, tra cui uno spietato serial killer.
Felix scopre che l'uomo che guidava il furgone è in realtà Lucio. I genitori scoprono che i segni di un trauma sessuale sono evidenti e per questo decidono di agire. Portano i due bambini sul posto di lavoro di Lucio e i due incominciano ad urlare. Consapevoli della colpevolezza di Lucio, Sol e Felix entrano a casa sua, trovano le mutandine della figlia e lo uccidono con un coltello. La morte dell'uomo non risolverà niente. La scomparsa improvvisa dell'amica di famiglia, Marcia, e il comportamento ambiguo di Sara e Adolfo incuterà terrore a Sol e Felix. Flores, venuto a conoscenza della morte di Lucio, sospetta dei due genitori, ma non trova alcuna prova contro di loro. Sol pedina i due ragazzini e scopre che marinano la scuola per ritornare nella caverna sulla collina. La donna, concepita l'innocenza di Lucio, racconta il tutto al marito, ma quest'ultimo non la crede.
Sol ritrova Marcia, segregata all'interno della sua casa. L'amica della ragazza le racconta che, la sera in cui Sol e il marito erano usciti per attentare alla vita di Lucio, le luci della casa si spensero e venne violentata da una strana entità che sembra essere il demonio in persona. Risvegliata sul divano, completamente nuda, ritrovò Sara e Adolfo mentre avevano un rapporto sessuale, gemendo continuamente. Sol, sconvolta, si dirige nella caverna sulla collina, dove trova i cadaveri dei figli. Un uomo le rivela che sua figlia (la donna che fu aggredita all'inizio del film) fu uccisa da un serial killer, che si rifugio nella collina, per non uscirne mai più. Il serial killer era in realtà un demone, come ora lo sono le persone che fanno finta di essere i suoi figli. La donna incontra poi Flores, che ha ricevuto una testimonianza riguardante l'assassino di Lucio.
Sol inganna i figli facendoli svenire. Porta poi Felix alla caverna dove rimane scioccato nel vedere i corpi di Adolfo e Sara. Ma un demone si impossessa sia di Felix che di Sol. Ritornati alla macchina, i due ritornano a casa, questa volta per incontrare la loro vera famiglia.